# Acelino Freitas
Acelino Freitas, Kosename Popó, (* 21. September 1975 in Bahia) ist ein ehemaliger brasilianischer Boxer.

## Amateur
Der aus ärmlichen Verhältnissen stammende Freitas wurde als Amateur 1994 brasilianischer Meister. Außerdem nahm er an den Panamerikanischen Spielen 1995 in Mar del Plata teil und belegte hinter dem Kubaner Julio González den zweiten Platz. Seine Bilanz war 78-3.

## Profikarriere
1995 wechselte Freitas in das Profigeschäft und besiegte seine ersten zwanzig Aufbaugegner vorzeitig, was ihm 1999 einen Titelkampf einbrachte. Den zur Weltklasse zählenden Russen Anatoli Alexandrow schlug er am 7. August 1999 im Kampf um den WBO-Superfedergewichtstitel in der ersten Runde schwer KO. Alexandrows drei Niederlagen bis dato waren nur nach Punkten gewesen, unter anderem gegen den in Fachzeitschriften als besten Mann der Klasse geführten Genaro Hernández.
In einer Titelverteidigung gegen Barry Jones musste Freitas zu Boden. Jones hatte bis zu diesem Zeitpunkt keinen KO-Erfolg vorzuweisen, Freitas’ Nehmerfähigkeiten galten deshalb als mit Zweifeln behaftet. Der US-amerikanische Sender Showtime bemühte sich, Freitas als schlagkräftigen Superfedergewichtler zu vermarkten, aber seine Attraktivität in den USA blieb gering.
Am 12. Januar 2002 konnte er im Vereinigungskampf mit dem ungeschlagenen Olympiasieger und WBA-Titelträger Joel Casamayor einen weiteren bekannten Gegner schlagen, diesmal nach Punkten. Floyd Mayweather Jr., der bei der Konkurrenz HBO Hernández nach einseitigem Kampf besiegt hatte, galt allerdings immer noch als anerkannte Nummer eins der Klasse. Gegen Juan Carlos Ramírez und den Argentinier Jorge Barrios musste er in Titelkämpfen jeweils zu Boden gewann aber dennoch vorzeitig.
Anschließend wechselte er in das Leichtgewicht. Den WBO-Titelträger der Klasse Artur Grigorian schlug er im Januar 2004 mehrfach nieder und gewann den Titel über zwölf Runden nach Punkten. Im nächsten Kampf trat er gegen Diego Corrales an und musste seine erste und bisher einzige Profiniederlage hinnehmen. Er war wiederum mehrmals am Boden und gab den Kampf dann in der zehnten Runde auf, was ihm eine Menge Kritik durch die US-Presse einbrachte.
Seither kämpft er nur noch sporadisch. Am 29. April 2006 gewann er gegen Zahir Raheem den mittlerweile vakant gewordenen WBO-Titel zurück. Am 28. April 2007 kam es dann zum Titelvereinigungskampf mit Juan Diaz (USA, WBA-Weltmeister). Nach ausgeglichenem Beginn hatte er dem Vorwärtsdrang seines acht Jahre jüngeren Gegners nichts mehr entgegenzusetzen. Zur achten Runde trat er nicht mehr an.